# Johan de Kock
Johannes de Kock (Sliedrecht, Nizozemska, 25. listopada 1964.) je nizozemski nogometni trener te bivši nogometaš i nacionalni reprezentativac. Gotovo cijelu igračku karijeru proveo je u domovini izuzev posljednje četiri godine kada je igrao za Schalke 04.
Za Nizozemsku je debitirao 24. veljače 1993. protiv Turske u kvalifikacijskoj utakmici za Mundijal 1994. Izbornik Guus Hiddink uvrstio ga je 1996. godine na popis reprezentativaca za predstojeći EURO. Posljednju utakmicu u nacionalnom dresu odigrao je 4. lipnja 1997. u prijateljskom susretu protiv Južne Afrike.
Nakon igračkog umirovljenja, De Kock je postao nogometni trener. Najprije je vodio De Treffers sve do 31. listopada 2011. kada je dobio otkaz zbog razočaravajućih rezultata. Krajem listopada 2012. postao je trener SV Spakenburga.

## Osvojeni trofeji

### Klupski trofeji
| Klub       | Trofej   | Sezona    |
| Njemačka   | Njemačka | Njemačka  |
| ---------- | -------- | --------- |
| Schalke 04 | Kup UEFA | 1996./97. |

## Vanjske poveznice
- Statistika igrača na Football Database.com